# Fancy Footwork
Fancy Footwork är det andra albumet av kanadensiska electronic/dance pop gruppen Chromeo. Det släpptes 19 juni 2007. Det gjordes tre singlar av materialet från Fancy Footwork , "Fancy Footwork", "Tenderoni", och Bonafied Lovin'", alla släppta av Turbo Recordings. En dubbel CD deluxe-version av skivan släpptes 9 juli 2008. Där finns både originalskivan plus en extra skiva med remixar och andra versioner av låtarna, och några musikvideor. Albumet kom så högt som till 11:e plats på Top Electronic Albums-listan.

## Spår
1. "Intro" – 1:08
2. "Tenderoni" – 4:14
3. "Fancy Footwork" – 3:18
4. "Bonafied Lovin' (With Tough Guys Interlude)" – 4:31
5. "My Girl Is Calling Me (A Liar)" – 2:20
6. "Outta Sight" – 2:35
7. "Opening Up (With Ce Soir On Danse Interlude)" – 4:58
8. "Momma's Boy" – 2:49
9. "Call Me Up" – 4:11
10. "Waiting 4 U" – 3:46
11. "100%" – 6:00

### Deluxe Version bonus disk
1. "Needy Girl" – 4:17
2. "Rage!" – 4:35
3. "You're So Gangsta" – 4:03
4. "I Am Somebody" — DJ Mehdi Feat. Chromeo — 3:10
5. "Tenderoni (MSTRKRFT Remix)" – 4:45
6. "Fancy Footwork (Crookers Remix)" – 5:28
7. "Needy Girl (Lifelike Remix)" – 7:05
8. "Bonafied Lovin' (Yuksek Remix)" – 4:25
9. "Me & My Man (Whitey Vs. Chromeo Fly Whitey Remix)" – 4:03
10. "You're So Gangsta (Playgroup Remix)" – 5:48
11. "Destination: Overdrive (DFA Remix)" – 5:38
12. "Footwork (Laidback Luke Remix)" – 6:37
13. "Bonafied Lovin' (Jori Hulkkonen Remix)" – 9:02